# Ana Alicia
Ana Alicia Ortiz (Città del Messico, 12 dicembre 1956) è un'attrice messicana.
È nota soprattutto per aver interpretato la soap opera Falcon Crest.

## Filmografia parziale
Cinema
- Il signore della morte (Halloween II), regia di Rick Rosenthal (1981)
- Romero, regia di John Duigan (1989)

Televisione
- I Ryan (Ryan's Hope) (1977-1978)
- Galactica (Battlestar Galactica) - serie TV, episodio 1x23 (1979)
- Tattletales (1982)
- Falcon Crest (1982-1989)